# 501 Urhixidur
Urhixidur (asteroide 501) é um asteroide da cintura principal com um diâmetro de 77,44 quilómetros, a 2,7189148 UA. Possui uma excentricidade de 0,140526 e um período orbital de 2 055,13 dias (5,63 anos).
Urhixidur tem uma velocidade orbital média de 16,74600846 km/s e uma inclinação de 20,81792º.
Esse asteroide foi descoberto em 18 de Janeiro de 1903 por Max Wolf.